# Masa salarial
La masa salarial, usualmente abreviada MS, designa la suma global de remuneraciones que una empresa, institución, u organización, paga en forma periódica a sus trabajadores asalariados como retribución al trabajo que estos realizan. Esta cantidad total equivale a nómina (en inglés: payroll), y engloba a todos los empleados de la institución o industria, y a todos los niveles de retribución. En esta suma están incluidos todos aquellos montos que el empleador debe satisfacer en cumplimiento con las disposiciones legales laborales, como contribuciones sociales a pagar por el empleador a los sistemas de salud, seguridad social, seguros de accidentes, etc.

## En Francia
- La llamada déclaration annuelle des données sociales –D.A.D.S.– (en español: declaración anual de datos sociales), considera como masa salarial las retribuciones salariales brutas (excluyendo las cotizaciones patronales);[4]

- Por su parte, la llamada masa salarial contable (en francés: masse salariale comptable), integra las cotizaciones patronales, lo que debe incluir vacaciones o licencias pagas;[5]

- En cuanto a la llamada masa salarial presupuestaria (en francés: masse salariale budgétaire), incluye las cotizaciones patronales además de los salarios, las primas, las comisiones, y los beneficios diversos que pudieren existir (todo por su valor real), y también las indemnizaciones por despido.[5]